# Negustorul și cămătarul Japoniei medievale
Negustorul și cămătarul Japoniei medievale
Ca și toate celelalte stări sociale, negustorii erau de asemenea sub-clasificați, dar marea diferență era aceea că își făceau proprile lor reguli (în comparație cu alte stări, a căror reguli erau stabilite de către guvernul militar). Dogma negustorilor cerea ca fiecare să muncească sârguincios și să evite următoarele lucruri: să sponsorizeze turniruri de luptă, călătoriile la Kyoto, sporturile, discriminările, poezia, gheishele și actorii de teatru Kabuki, lecțiile de iaijutsu - arta scoaterii sabiei din teacă și duelurile.
Asociațiile de negustori se puneau sub protecția marilor clienți. Marile temple, mănăstirile și nobilii posedau porturi întregi, din care nave mici, cu o capacitate maximă de 100 de persoane la bord, atingeau coastele Coreei și ale Chinei, în timp ce navele mai mari, cu o capacitate maximă de 300 de persoane la bord, făceau comerț de-a lungul coastelor japoneze. 
Comerțul intern era activ, mai ales până în anul 1637, când s-a interzis ieșirea din țară a japonezilor. Exportul japonez consta în principal din aur, argint, perle, lemn de pin și cedru, obiecte de artă și artizanat. Foarte căutate erau armurile și armele japoneze. Japonia evului mediu importa cai și oi, animale rare în Țara Soarelui Răsare, piei de tigru și de panteră, ceai, parfumuri, leacuri, țesături de mătase, lemn de santal, porțelanuri, jaduri, picturi, cărți și monede de aramă. Primele monede bătute în Japonia datează din anul 1587.
Negustorii nu foloseau ca unitate de schimb orezul, ci moneda. Cele patru metale uziate erau aurul (oban, koban, ichibu kin), argintul (chogin, mame-ita, monme), cuprul (zeni) și fierul. Monedele aveau găuri în forma unui pătrat în interior, confecționate după sistemul chinez, și erau purtate pe sfori de cânepă. Se poate observa o dezvoltare fascinantă a negustorilor niponi care, aproximativ în aceeași perioadă cu negustorii din nordul Italiei (și poate ceva mai devreme, între anii 1400-1500), au înlocuit orezul ca principlala marfă de schimb în Sakai, sat de negustori bazat pe comerțul extern și nu pe relații feudale.
Și la sate se va dezvolta starea comercianților. Aici se practica comerțul cu ulei, sake și alte mărfuri, împreună cu afacerile în mici prăvălii. Unii nu fac nici un fel de comerț, însă dau bani cu împrumut și se îmbogățesc din dobândă.
Pe măsura dezvoltării economiei de schimb, au început să fie ceruți ca impozite și bani, pe care țăranii îi obțineau din orezul pe care îl vindeau. Când producția agricolă era slabă, țăranul se împrumuta de la cămătarul satului și astfel a apărut prilejul pentru acesta din urmă de a pune gaj pe pământurile folosite de țărani. Nereușind să plătească împrumuturile la timp, țăranul era obligat să predea drepturile asupra pământului cămătarului, care, teoretic, aparțineau stăpânului. Deci, între daimyo și țăran se infiltrează treptat cămătarul care, spre sfârșitul perioadei Tokugawa (sec. al XIX-lea), era o figură obișnuită a satului japonez. 
Astfel, din punctul de vedere al statutului social în era Edo (1603-1868) negustorii erau clasați chiar sub nivelul țăranilor, cu negustorii pe treapta cea mai de jos, doar pentru simplul fapt că își câștigau existența pe seama eforturilor celorlalți. Negustorii erau vorbiți de rău de către guvernul civil nipon și au ajuns să fie de temut datorită creșterii capitalului lor, care a fost corelat cu creșeterea influenței lor în societate. Capitualul generat de negustori a dat naștere și unei culturi noi, într-un mod similar cum s-a întâmplat în italia renascentistă. 